# Ordnungsgruppen der FDJ

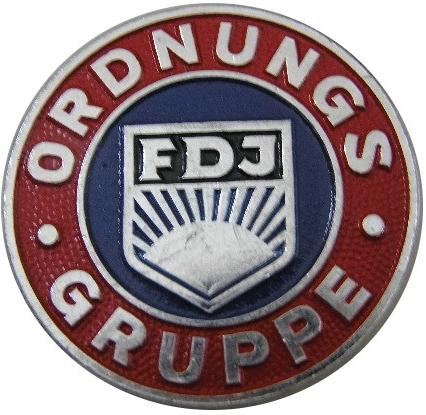
Emblem der Ordnungsgruppen, wurde am FDJ-Hemd oder am Barett getragen

Die Ordnungsgruppen der FDJ waren ein Sicherheitsdienst der Jugendorganisation Freie Deutsche Jugend (FDJ) in der DDR. Zu ihren Aufgaben gehörte die Sicherung von Volksfesten, Demonstrationen, Konzerten und anderen Veranstaltungen als Ordnerdienst und als Hilfskräfte der Volkspolizei. Die Ordnungsgruppen waren in Hundertschaften organisiert und trugen im Einsatz meist das FDJ-Blauhemd und die rote Ordnungsgruppen-Armbinde. Vorläufer der Ordnungsgruppen gab es seit den 1950er Jahren, offiziell und DDR-weit wurden die FDJ-Ordnungsgruppen 1961 nach dem Bau der Berliner Mauer gegründet. Nach der friedlichen Revolution in der DDR 1989 wurden die Ordnungsgruppen aufgelöst.

## Geschichte

### Vorläufer (bis 1961)
Vorläufer der Ordnungsgruppen waren die „wilden Strukturen“ der FDJ-Stoßtrupps und die Agitationstruppen Ende der 1940er Anfang der 1950er Jahre. In Anlehnung an die Strukturen des Kommunistischen Jugendverbandes (KJVD) aus der Zeit der Weimarer Republik – insbesondere der Roten Jungfront – war die Aufgabe dieser Gruppen die Besetzung des öffentlichen Raums, Disziplinierung von zögerlichen Anhängern und Einschüchterung von Gegnern. Dabei wurde durchaus auch Gewalt angedroht und angewendet. Besonders bei der Zwangskollektivierung von Bauern in der Zeit von 1952 bis 1960, die mit dem Abschluss 1960 einen Höhepunkt erreichte, waren solche FDJ-Gruppen auf Lastwagen unterwegs, und bedrängten Bauern, zum Beispiel durch massenhaftes Auftreten, Sprechchöre vor dem Haus und die Beschlagnahme von Teilen der Ernte.
Erste Erfahrungen als Ordnerdienste erlangte die Organisation beim Deutschlandtreffen am 27. bis 30. Mai 1950 sowie 1954 und bei den 1951 stattfindenden Weltfestspielen in Ostberlin. Zu dieser Zeit herrschte aber in der Führung der FDJ noch keine Einigkeit über die Strukturen dieser Organisationsgruppe.
Anfang März 1959 veröffentlichte die Zentrale Abteilung Agitation des Zentralrates der FDJ einen vorläufigen Programmentwurf zur zentralen Bündelung aller losen Organisationsgruppen der FDJ in der DDR. Hierbei wurde bei zahlreichen verbandsinternen Versammlungen erstmals der Name „Ordnungsgruppe der FDJ (OG der FDJ)“ verwendet. In einem ersten Entwurf hieß es: „Durch die Bildung freiwilliger Ordnungsgruppen der Freien Deutschen Jugend wollen wir mithelfen, die öffentliche Sicherheit und Ordnung zu gewährleisten“. Diese Planung erscheint schließlich undatiert erstmals innerhalb der Vorbereitungen zum VI. FDJ-Parlament im „Programm der Jugend für den Sieg des Sozialismus“, einem Dokument der Jugendkommission des Politbüros der SED. Am 7. April 1959 beschloss das Sekretariat der FDJ in der Zeit vom 13. bis 30. April 1959 in Dessau eine „Ordnungsgruppe der FDJ“ als Beispiel für die gesamte DDR zu errichten. Die Wahl fiel auf Dessau, weil die von der FDJ-Stadtleitung organisierten Jugendgruppen und die dortige Volkspolizei (VP) bereits als erfahren galten, nachdem sie gemeinsam die sogenannte „Rock ’n’ Roll-Bande“ dort auflösten. Daher erschien diese der Ostberliner Zentrale am besten geeignet, die allgemeinen Richtlinien der Ordnungsgruppe zu erarbeiten und aufzustellen. Aufgrund von zahlreichen Fehlinformation, bei der Weitergabe der Informationen und Erfahrungswerte von der OG über die Stadtleitung und Bezirksleitung der FDJ zur Verbandsspitze in Ostberlin, hatte die letztlich zentral eingerichtete OG der FDJ nicht mehr viel mit der ursprünglichen in Dessau zu tun.

### Gründung der Ordnungsgruppen bis zum Ende der Ära Ulbricht (1961–1971)
Das offizielle Gründungsdatum ist der 22. August 1961, eine gute Woche nach dem Bau der Mauer, an dem der FDJ-Zentralrat einen entsprechenden Beschluss veröffentlichte.
Nach der Errichtung der Berliner Mauer im August 1961 traten die Ordnungsgruppen zusammen mit der Volkspolizei gegen „Provokateure“ auf. Mit den „freiwilligen Ordnungsgruppen“ sollte die FDJ die Volkspolizei in ihren Aufgaben unterstützen und mithelfen, „...die Überreste der kapitalistischen Lebensweise unter der Jugend – Rowdytum, Trunksucht, flegelhaftes Benehmen gegenüber Älteren, Lektüre von Schundschriften usw. – zu beseitigen.“ Bei der FDJ-Aktion „Blitz contra Natosender“ (auch unter dem Namen „Aktion Ochsenkopf“ bekannt) zerstörten Ordnungsgruppen ab September 1961 Antennen, die für den Empfang von Westsendern geeignet waren. Die Ordnungsgruppen wurden auch gegen Anhänger der verbotenen westlichen „Beat-Musik“ eingesetzt. Ein Höhepunkt bildete dabei die Leipziger Beatdemo im Jahre 1965.

### Von der Ära Honecker bis zur Wende (1973–1990)
Am 25. Juni 1973 bestätigte der Erste Sekretär der SED Erich Honecker einen durch den Minister für Staatssicherheit Erich Mielke vorgelegten „Plan zur Gewährleistung der Sicherheit bei den X. Weltfestspiele“. Zu deren Gewährleistungen wurden sämtliche Ressourcen der MfS-Bezirksverwaltungen Potsdam, Frankfurt (Oder) und Berlin, sowie das Wachregiment „Feliks Dzierzynski“ bereitgestellt. Hinzu kamen 4260 hauptamtliche MfS-Mitarbeiter aus der restlichen DDR und etwa 1500 Angehörige der Ordnungsgruppe der FDJ, welche der Volkspolizei unterstellt wurden. Weiterhin wurden als eine Art Schnelle Eingreiftruppe weitere ca. 500 Mann, bestehend aus Lehrern, Offiziershörern und Lehrgangsteilnehmern der Juristischen Hochschule in Potsdam, rekrutiert. Bei einigen Veranstaltungen, insbesondere wenn bundesdeutsche Jugendorganisationen stark vertreten waren, kamen die Ordnungsgruppen gemeinsam mit Angehörigen des Wachregiments in FDJ-Hemden gekleidet zum Einsatz.
Als Dank für den Einsatz bei den Weltfestspielen reisten 1978 ca. 150 Angehörige der Ordnungsgruppe, gemeinsam mit dem damaligen 1. Sekretär der FDJ Egon Krenz, zu den XI. Weltfestspielen in Havanna (Kuba). Im Rahmen des Informationsaustauschs der Vorbereitungskomitees der Festspiele wurden die Erfahrungen bei der Absicherung einer solchen Veranstaltung auch an die Mitglieder der Sicherungsgruppen des Unión de Jóvenes Comunistas weitergegeben, welche eine ähnliche Ordnungsgruppe unterhielten.
1980 wurde der „Zentrale Ordnungsgruppenverband der FDJ“ (ZOV) als „ständige Formation von Ehrenamtlichen“ gebildet. Ende der 1980er Jahre hatten die Ordnungsgruppen DDR-weit etwa 40.000 Mitglieder.

## Struktur, Ausbildung und Ausrüstung
Die Ordnungsgruppen waren im Einsatz unbewaffnet und trugen meist das FDJ-Blauhemd und die rote Ordnungsgruppen-Armbinde. 
Die Ordnungsgruppen waren überwiegend in Hundertschaften organisiert. 

## Rezeption
In der Zeit des Kalten Krieges wurden die Ordnungsgruppen der FDJ von westdeutschen Publizisten oft pauschal mit dem HJ-Streifendienst aus der Zeit des Nationalsozialismus gleichgesetzt, so zum Beispiel 1962 von Karl Wilhelm Fricke.
Der Politikwissenschaftler Christian Sachse zählte die Ordnungsgruppen in seiner Dissertation über die „Wehrerziehung“ in der DDR (FU Berlin 1998) zusammen mit den Kampfgruppen und Einsatzgruppen der GST zu den „paramilitärischen Sonderformationen“ der DDR, obwohl sie unbewaffnet waren.